# Harlan Jordan
Harlan Jordan est acteur américain né le 1er janvier 1939 et décédé le 3 novembre 2001.

## Filmographie
- 1989 : Blaze : Dr. Cheeseborough
- 1988 : Conversations nocturnes : Coach Armstrong
- 1987 : Nadine : Sheriff Rusk
- 1987 : Square Dance : Ray Ferris
- 1986 : Massacre à la tronçonneuse 2 : un patrouilleur
- 1983 : Local Hero : Fountain
- 1983 : Tendre Bonheur : un serveur
- 1979 : The Bermuda Triangle : Captain Wingard